# 米德爾霍克鎮區 (愛荷華州靈戈爾德縣)
米德爾霍克鎮區（英語：Middle Fork Township）是位於美國愛荷華州靈戈爾德縣的一個行政鎮區。

## 地方資料
根據2010年美國人口普查的數據，米德爾霍克鎮區的面積為72.81平方千米，當中陸地面積為72.46平方千米，而水域面積為0.35平方千米。當地共有人口238人，而人口密度為每平方千米3.27人。